# Azay-le-Brûlé
Azay-le-Brûlé  là một xã ở tỉnh Deux-Sèvres trong vùng Nouvelle-Aquitaine phía tây nướcPháp. Xã này nằm ở khu vực có độ cao trung bình 78 mét trên mực nước biển.